# ジョセフ・マヌ
ジョセフ・マヌ（Joseph Manu、1996年6月29日 - ）は、ニュージーランド出身のラグビーユニオン選手で、元ラグビーリーグ選手。

## プロフィール
- リーグニュージーランド代表に選ばれて、ラグビーリーグ・ワールドカップ2021のリーグニュージーランド代表に選ばれた[1]。

## 略歴
シドニー・ルースターズを経て、2024年、トヨタヴェルブリッツに加入。トヨタヴェルブリッツ加入に伴い、ラグビーユニオン選手に転向する。
同年12月22日に行われたJAPAN RUGBY LEAGUE ONE第1節カンファレンスBスピアーズ船橋・東京ベイ戦にて先発出場でリーグワン公式戦初出場を果たして、デビュー戦でトライをあげた。
2025年5月、トヨタヴェルブリッツを退団。在籍中、2024-25シーズン18試合すべてに出場した（うち、先発出場は15試合）。